# Ceui
Ceui ([seː], von Portugiesisch ceu „Himmel“) ist der Künstlername einer japanischen Sängerin, deren bürgerlicher Name nicht bekannt ist.

## Leben
Ceui stammt aus der Präfektur Chiba und wuchs in der Stadt Fukuoka auf. Unter dem Einfluss ihrer Mutter, einer Klavier-Lehrerin, erlernte sie bereits im Alter von sechs Jahren das Klavierspielen. Als noch junges Mädchen begann sie poetische Texte zu verfassen und entwickelte eine ausgeprägte Beziehung zur Jugendliteratur. Während ihrer Schulzeit trat sie einer Blasmusik-Gruppe bei und sang im Chor. Ihre Ausbildung schloss sie an der katholischen Shirayuri-Frauenuniversität an der Fakultät für Literatur ab.
Ihr erstes Album Spring Time veröffentlichte sie im Jahr 2000 bei dem Plattenlabel Philter Inc., nachdem sie die Demoaufnahme Franc Franc eingereicht hatte. Im gleichen Jahr erschien auch ihr zweites Album Autumn Mind bei dem Label. Im Jahr 2002 sang sie für den Kleidungshersteller Sanei-International den Titel Luvlish (ラブリッシュ, Raburisshu). Im Jahr 2003 nahm sie an verschiedenen vom Label Philter Inc. organisierten Auftritten im Ausland teil, wo sie selbst am Klavier als Sängerin und Spielerin auftrat. Im Jahr 2004 veröffentlichte sie ihr drittes Album Ashimoto ni furame – Rain drops falling on My Feet (足もとに降る雨 ~Rain drops falling on My Feet~), das größere Bekanntheit erreichte und weitere Konzerte veranstaltete. Im Jahr 2006 arbeitete sie mit dem blinden Sänger Kohshi Kishita zusammen, bevor sie im Jahr 2007 mit Madoromi no Rakuen (微睡みの楽園) ihre Single bei dem Label MellowHead veröffentlichte, deren gleichnamiger Titel im Abspann der Anime-Fernsehserie Kyōshirō to Towa no Sora verwendet wurde. Im gleichen Jahr schlossen sich drei weitere Veröffentlichungen zu dem Anime sola und dem Ren’ai-Adventure Eternal Fantasy an. Auch in den Folgejahren veröffentlichte sie immer wieder Alben unter dem Label Lantis, zu dem auch MellowHead gehört, und sang so viele Titel die mit Anime- oder Computerspiel-Produktionen zusammen hingen. So erschien im Jahr 2008 eine Single Kamigami no Uta (神々の詩) zum Massively Multiplayer Online Role-Playing Game (MMORPG) Ragnarok Online. Im Jahr 2009 schloss sich das Album brilliant world zu der Anime-Fernsehserie Tales of the Abyss, die Single Hikari to Yami to Toki no Hate (光と闇と時の果て) zu dem Anime Sora o Miageru Shōjo no Hitomi ni Utsuru Sekai sowie die Single "espacio", dessen gleichnamige A-Side als zweites Outro des Animes Sora o Kakeru Shōjo dient.

## Diskografie

### Alben
- 2000: Spring Time (Indie-Album)
- 2000: Autumn Mind (Indie-Album)
- 2004: Ashimoto ni furame – Rain drops falling on My Feet (Indie-Album)
- 2009: Glassy Heaven (Lantis)
- 2011: First Eden (Indie-Album)
- 2012: Labyrintus (Lantis)
- 2012: Rapsodia (Lantis)
- 2013: Gabriel Code: Eden e Michibiku Hikari no Gakufu (Lantis)
- 2014: Pandora Code: Kibouhen / Zetsubouhen (Indie-Album)
- 2015: Pastel Eden (Indie-Album)
- 2017: 10th Anniversary Album – Anime – ‘Akashic Record: Ruby’ (Kompilation, Lantis)
- 2017: 10th Anniversary Album – Game – ‘Akashic Record: Sapphire’ (Kompilation, Lantis)
- 2018: Sympathia

### Singles
- 2007: Madoromi no Rakuen (微睡みの楽園)
- 2007: mellow melody
- 2008: Kamigami no Uta (神々の詩)
- 2009: Hikari to Yami to Toki no Hate (光と闇と時の果て)
- 2009: espacio
- 2009: Seisen Spectale (聖戦スペクタル)
- 2009: Centifolia (センティフォリア)
- 2009: Prism (プリズム)
- 2010: Truth Of My Destiny
- 2010: Last Inferno
- 2011: Stardust Melodia
- 2012: Kaze no Naka no Primrose(風のなかのプリムローズ)
- 2013: Souai Calendula (奏愛カレンデュラ)
- 2014: Pandora